# Campeonato FIBA Américas Sub-18 de 2014
El Campeonato FIBA Américas Sub-18 de 2014 fue la IX edición del torneo de baloncesto organizado por FIBA Américas el torneo más importante a nivel de Americano para selecciones menores de 18 años. Se realizó en la ciudad de Colorado Springs en el condado de El Paso en el estado de Colorado (Estados Unidos), del 20 al 24 de junio de 2014 y otorgó cuatro plazas al mundial de baloncesto sub-18 2015.

## Primera fase

### Grupo A
|   | Equipo               | Pts | J | G | P | PF  | PC  | Dif |
| - | -------------------- | --- | - | - | - | --- | --- | --- |
| 1 | Canadá               | 6   | 3 | 3 | 0 | 271 | 196 | +75 |
| 2 | República Dominicana | 5   | 3 | 2 | 1 | 213 | 220 | -7  |
| 3 | Puerto Rico          | 4   | 3 | 1 | 2 | 222 | 240 | -18 |
| 4 | Brasil               | 3   | 3 | 0 | 3 | 203 | 253 | -50 |

| 20 de junio, 13:00                   | Canadá                               | 101 - 59                             | Brasil           |  |
| Reporte                              |                                      |                                      |                  |  |
| Parciales: 30-20, 21-12, 27-8, 23-19 | Parciales: 30-20, 21-12, 27-8, 23-19 | Parciales: 30-20, 21-12, 27-8, 23-19 | Colorado Springs |  |
| Dillon Brooks 29 puntos              | Pts                                  | Lucas Swiert 17 puntos               | Colorado Springs |  |
| Ben Miller 7 rebotes                 | Rebs                                 | Victor Da Silva 7 rebotes            | Colorado Springs |  |
| Ben Miller 6 asistencias             | Asists                               | George De Paula 5 asistencias        | Colorado Springs |  |

| 20 de junio, 15:15                    | Puerto Rico                           | 72 - 74                               | República Dominicana |  |
| Reporte                               |                                       |                                       |                      |  |
| Parciales: 16-18, 20-17, 14-21, 22-18 | Parciales: 16-18, 20-17, 14-21, 22-18 | Parciales: 16-18, 20-17, 14-21, 22-18 | Colorado Springs     |  |
| Ivan Gandia 19 puntos                 | Pts                                   | Jhery Matos 15 puntos                 | Colorado Springs     |  |
| Ebube Ezegwula 10 rebotes             | Rebs                                  | Weisner Pérez 12 rebotes              | Colorado Springs     |  |
| Jose Morales 5 asistencias            | Asists                                | Yerri Flores 3 asistencias            | Colorado Springs     |  |

| 21 de junio, 11:00                    | Brasil                                | 75 - 80                               | Puerto Rico      |  |
| Reporte                               |                                       |                                       |                  |  |
| Parciales: 24-22, 12-16, 17-24, 22-18 | Parciales: 24-22, 12-16, 17-24, 22-18 | Parciales: 24-22, 12-16, 17-24, 22-18 | Colorado Springs |  |
| Victor Da Silva 16 puntos             | Pts                                   | Ivan Gandia 17 puntos                 | Colorado Springs |  |
| Victor Da Silva 7 rebotes             | Rebs                                  | Arnaldo Toro 7 rebotes                | Colorado Springs |  |
| George De Paula 4 asistencias         | Asists                                | Leandro Allende 5 asistencias         | Colorado Springs |  |

| 21 de junio, 13:00                    | República Dominicana                  | 67 - 79                               | Canadá           |  |
| Reporte                               |                                       |                                       |                  |  |
| Parciales: 16-19, 11-17, 16-15, 24-28 | Parciales: 16-19, 11-17, 16-15, 24-28 | Parciales: 16-19, 11-17, 16-15, 24-28 | Colorado Springs |  |
| Yerri Flores 14 puntos                | Pts                                   | Montaque Gill-Caesar 23 puntos        | Colorado Springs |  |
| Jhonatan Araujo 10 rebotes            | Rebs                                  | Biniam Ghebredikan 5 rebotes          | Colorado Springs |  |
| Yerri Flores 3 asistencias            | Asists                                | Ben Miller 4 asistencias              | Colorado Springs |  |

| 22 de junio, 11:00                    | Puerto Rico                           | 70 - 91                               | Canadá           |  |
|                                       |                                       |                                       |                  |  |
| Parciales: 15-28, 15-22, 10-19, 30-22 | Parciales: 15-28, 15-22, 10-19, 30-22 | Parciales: 15-28, 15-22, 10-19, 30-22 | Colorado Springs |  |
| Victor Jusino 13 puntos               | Pts                                   | Dillon Brooks 26 puntos               | Colorado Springs |  |
| Lonnie Rivera 6 rebotes               | Rebs                                  | Chris Egi 14 rebotes                  | Colorado Springs |  |
| Ivan Gandia 3 asistencias             | Asists                                | Munis Tutu 6 asistencias              | Colorado Springs |  |

| 22 de junio, 15:15                    | Brasil                                | 69 - 72                               | República Dominicana |  |
| Reporte                               |                                       |                                       |                      |  |
| Parciales: 22-19, 11-16, 18-16, 18-21 | Parciales: 22-19, 11-16, 18-16, 18-21 | Parciales: 22-19, 11-16, 18-16, 18-21 | Colorado Springs     |  |
| George De Paula 25 puntos             | Pts                                   | Jeromy Rodríguez 16 puntos            | Colorado Springs     |  |
| George De Paula 8 rebotes             | Rebs                                  | Jeromy Rodríguez 11 rebotes           | Colorado Springs     |  |
| George De Paula 6 asistencias         | Asists                                | Jhery Matos 3 asistencias             | Colorado Springs     |  |

### Grupo B
|   | Equipo         | Pts | J | G | P | PF  | PC  | Dif  |
| - | -------------- | --- | - | - | - | --- | --- | ---- |
| 1 | Estados Unidos | 6   | 3 | 3 | 0 | 374 | 168 | +206 |
| 2 | Argentina      | 5   | 3 | 2 | 1 | 218 | 245 | -27  |
| 3 | Uruguay        | 4   | 3 | 1 | 2 | 202 | 293 | -91  |
| 4 | México         | 3   | 3 | 0 | 3 | 188 | 276 | -88  |

| 20 de junio, 11:00                   | México                               | 72 - 87                              | Argentina        |  |
| Reporte                              |                                      |                                      |                  |  |
| Parciales: 18-18, 25-27, 20-26, 9-16 | Parciales: 18-18, 25-27, 20-26, 9-16 | Parciales: 18-18, 25-27, 20-26, 9-16 | Colorado Springs |  |
| Osmar García 14 puntos               | Pts                                  | Juan Arengo 24 puntos                | Colorado Springs |  |
| Ivan Venegas 19 rebotes              | Rebs                                 | Juan Lugrin 12 rebotes               | Colorado Springs |  |
| Osmar García 4 asistencias           | Asists                               | Juan Lugrin 2 asistencias            | Colorado Springs |  |

| 20 de junio, 17:30                    | Uruguay                               | 58 - 156                              | Estados Unidos   |  |
| Reporte                               |                                       |                                       |                  |  |
| Parciales: 15-44, 11-40, 19-38, 13-34 | Parciales: 15-44, 11-40, 19-38, 13-34 | Parciales: 15-44, 11-40, 19-38, 13-34 | Colorado Springs |  |
| Martin Counago 13 puntos              | Pts                                   | Luke Kennard 30 puntos                | Colorado Springs |  |
| Joaquin Borrallo 8 rebotes            | Rebs                                  | Tyler Lydon 9 rebotes                 | Colorado Springs |  |
| Guillermo Ulery 3 asistencias         | Asists                                | Jalen Brunson 13 asistencias          | Colorado Springs |  |

| 21 de junio, 15:15                    | Uruguay                               | 55 - 67                               | Argentina        |  |
| Reporte                               |                                       |                                       |                  |  |
| Parciales: 12-22, 13-19, 16-10, 14-16 | Parciales: 12-22, 13-19, 16-10, 14-16 | Parciales: 12-22, 13-19, 16-10, 14-16 | Colorado Springs |  |
| Juan Galletto 14 puntos               | Pts                                   | José Vildoza 16 puntos                | Colorado Springs |  |
| Facundo Grolla 12 rebotes             | Rebs                                  | José Vildoza 12 rebotes               | Colorado Springs |  |
| Facundo Grolla 2 asistencias          | Asists                                | José Vildoza 5 asistencias            | Colorado Springs |  |

| 21 de junio, 17:30                  | Estados Unidos                      | 100 - 46                            | México           |  |
| Reporte                             |                                     |                                     |                  |  |
| Parciales: 26-9, 30-4, 21-23, 23-10 | Parciales: 26-9, 30-4, 21-23, 23-10 | Parciales: 26-9, 30-4, 21-23, 23-10 | Colorado Springs |  |
| Stanley Johnson 18 puntos           | Pts                                 | Victor Álvarez 19 puntos            | Colorado Springs |  |
| Isaiah Briscoe 10 rebotes           | Rebs                                | Ivan Venegas 9 rebotes              | Colorado Springs |  |
| Tyus Jones 5 asistencias            | Asists                              | Osmar García 2 asistencias          | Colorado Springs |  |

| 21 de junio, 13:00                   | México                               | 70 - 89                              | Uruguay          |  |
| Reporte                              |                                      |                                      |                  |  |
| Parciales: 6-26, 26-21, 11-19, 27-23 | Parciales: 6-26, 26-21, 11-19, 27-23 | Parciales: 6-26, 26-21, 11-19, 27-23 | Colorado Springs |  |
| Álvaro Mendoza 17 puntos             | Pts                                  | Facundo Grolla 18 puntos             | Colorado Springs |  |
| Ivan Venegas 7 rebotes               | Rebs                                 | Facundo Grolla 11 rebotes            | Colorado Springs |  |
| Cesar Molina 3 asistencias           | Asists                               | Octavio Medina 3 asistencias         | Colorado Springs |  |

| 21 de junio, 17:30                    | Argentina                             | 64 - 118                              | Estados Unidos   |  |
| Reporte                               |                                       |                                       |                  |  |
| Parciales: 11-34, 15-29, 15-28, 23-27 | Parciales: 11-34, 15-29, 15-28, 23-27 | Parciales: 11-34, 15-29, 15-28, 23-27 | Colorado Springs |  |
| Lucio Delfino 19 puntos               | Pts                                   | Jalen Brunson 16 puntos               | Colorado Springs |  |
| Lucio Delfino 8 rebotes               | Rebs                                  | Luke Kennard 9 rebotes                | Colorado Springs |  |
| Bruno Sansimoni 4 asistencias         | Asists                                | Tyus Jones 9 asistencias              | Colorado Springs |  |

### 5 al 8 lugar
| 23 de julio, 11:00                    | Puerto Rico                           | 70 - 69                               | México           |  |
| Reporte                               |                                       |                                       |                  |  |
| Parciales: 23-23, 17-15, 17-19, 13-12 | Parciales: 23-23, 17-15, 17-19, 13-12 | Parciales: 23-23, 17-15, 17-19, 13-12 | Colorado Springs |  |
| Lonnie Rivera 13 puntos               | Pts                                   | Jose Arenas 20 puntos                 | Colorado Springs |  |
| Arnaldo Toro 11 rebotes               | Rebs                                  | Ivan Venegas 11 rebotes               | Colorado Springs |  |
| Ivan Gandia 4 asistencias             | Asists                                | Osmar García 6 asistencias            | Colorado Springs |  |

| 23 de julio, 13:00                    | Uruguay                               | 55 - 97                               | Brasil           |  |
| Reporte                               |                                       |                                       |                  |  |
| Parciales: 13-16, 14-28, 14-33, 14-20 | Parciales: 13-16, 14-28, 14-33, 14-20 | Parciales: 13-16, 14-28, 14-33, 14-20 | Colorado Springs |  |
| Octavio Medina 14 puntos              | Pts                                   | Wesley Da Silva 24 puntos             | Colorado Springs |  |
| Martin Rojas 6 rebotes                | Rebs                                  | Wesley Da Silva 10 rebotes            | Colorado Springs |  |
| Facundo Grolla 2 asistencias          | Asists                                | Santos Murilo 6 asistencias           | Colorado Springs |  |

### Partido por el 7 lugar
| 24 de julio, 11:00                   | México                               | 79 - 65                              | Uruguay          |  |
| Reporte                              |                                      |                                      |                  |  |
| Parciales: 26-22, 14-14, 13-27, 26-2 | Parciales: 26-22, 14-14, 13-27, 26-2 | Parciales: 26-22, 14-14, 13-27, 26-2 | Colorado Springs |  |
| Victor Álvarez 16 puntos             | Pts                                  | Martin Counago 24 puntos             | Colorado Springs |  |
| Ivan Venegas 13 rebotes              | Rebs                                 | Octavio Medina 8 rebotes             | Colorado Springs |  |
| Osmar García 5 asistencias           | Asists                               | Octavio Medina 4 asistencias         | Colorado Springs |  |

### Partido por el 5 lugar
| 24 de julio, 13:00                               | Puerto Rico                                      | 88 - 84                                          | Brasil           |  |
| Reporte                                          |                                                  |                                                  |                  |  |
| Parciales: 27-16, 18-30, 15-13, 14-15; TE: 14-10 | Parciales: 27-16, 18-30, 15-13, 14-15; TE: 14-10 | Parciales: 27-16, 18-30, 15-13, 14-15; TE: 14-10 | Colorado Springs |  |
| Arnaldo Toro 19 puntos                           | Pts                                              | Lucas Vezaro 17 puntos                           | Colorado Springs |  |
| Arnaldo Toro 12 rebotes                          | Rebs                                             | Wesley Da Silva 11 rebotes                       | Colorado Springs |  |
| Jose Morales 2 asistencias                       | Asists                                           | George De Paula 6 asistencias                    | Colorado Springs |  |

## Fase final

### Semifinal
| 23 de julio, 15:15                    | Canadá                                | 91 - 82                               | Argentina        |  |
| Reporte                               |                                       |                                       |                  |  |
| Parciales: 23-16, 19-21, 22-16, 12-23 | Parciales: 23-16, 19-21, 22-16, 12-23 | Parciales: 23-16, 19-21, 22-16, 12-23 | Colorado Springs |  |
| Dillon Brooks 29 puntos               | Pts                                   | José Vildoza 26 puntos                | Colorado Springs |  |
| Chris Egi 9 rebotes                   | Rebs                                  | José Vildoza 6 rebotes                | Colorado Springs |  |
| Munis Tutu 3 asistencias              | Asists                                | Alejandro Marinelli 2 asistencias     | Colorado Springs |  |

| 23 de julio, 17:30                    | Estados Unidos                        | 90 - 56                               | República Dominicana |  |
| Reporte                               |                                       |                                       |                      |  |
| Parciales: 24-14, 27-15, 18-12, 21-15 | Parciales: 24-14, 27-15, 18-12, 21-15 | Parciales: 24-14, 27-15, 18-12, 21-15 | Colorado Springs     |  |
| Stanley Johnson 15 puntos             | Pts                                   | Weisner Pérez 11 puntos               | Colorado Springs     |  |
| Stanley Johnson 7 rebotes             | Rebs                                  | Jeromy Rodríguez 10 rebotes           | Colorado Springs     |  |
| Tyus Jones 7 asistencias              | Asists                                | Yerri Flores 2 asistencias            | Colorado Springs     |  |

### Partido por el 3 lugar
| 24 de julio, 15:15                    | Argentina                             | 53 - 64                               | República Dominicana |  |
| Reporte                               |                                       |                                       |                      |  |
| Parciales: 10-16, 12-15, 18-15, 13-18 | Parciales: 10-16, 12-15, 18-15, 13-18 | Parciales: 10-16, 12-15, 18-15, 13-18 | Colorado Springs     |  |
| Lucio Delfino 14 puntos               | Pts                                   | Jhonatan Araujo 16 puntos             | Colorado Springs     |  |
| José Vildoza 7 rebotes                | Rebs                                  | Jhonatan Araujo 15 rebotes            | Colorado Springs     |  |
| José Vildoza 3 asistencias            | Asists                                | Yerri Flores 6 asistencias            | Colorado Springs     |  |

### Final
| 24 de julio, 17:30                    | Canadá                                | 79 - 113                              | Estados Unidos   |  |
| Reporte                               |                                       |                                       |                  |  |
| Parciales: 15-21, 20-28, 18-36, 26-28 | Parciales: 15-21, 20-28, 18-36, 26-28 | Parciales: 15-21, 20-28, 18-36, 26-28 | Colorado Springs |  |
| Dillon Brooks 27 puntos               | Pts                                   | Justise Winslow 20 puntos             | Colorado Springs |  |
| Chris Egi 13 rebotes                  | Rebs                                  | Justise Winslow 10 rebotes            | Colorado Springs |  |
| Munis Tutu 2 asistencias              | Asists                                | Jalen Brunson 6 asistencias           | Colorado Springs |  |

| Estados Unidos         |
| Campeón Estados Unidos |
| Séptimo Título         |

## Clasificación
| Posición | Equipo               |
| -------- | -------------------- |
| 1        | Estados Unidos       |
| 2        | Canadá               |
| 3        | República Dominicana |
| 4        | Argentina            |
| 5        | Puerto Rico          |
| 6        | Brasil               |
| 7        | México               |
| 8        | Uruguay              |

## Clasificados al Campeonato Mundial Sub-19 2015
| Bandera de Estados Unidos | Bandera de Canadá | Bandera de la República Dominicana | Bandera de Argentina |
| Estados Unidos            | Canadá            | República Dominicana               | Argentina            |
| ------------------------- | ----------------- | ---------------------------------- | -------------------- |